# میرتی (آق‌سو)
میرتی (به لاتین: Mırtı) یک منطقه مسکونی در جمهوری آذربایجان است که در شهرستان آق‌سو واقع شده است.